# Ungetsheimer Mühle
Ungetsheimer Mühle ist ein Gemeindeteil der Stadt Feuchtwangen im Landkreis Ansbach (Mittelfranken, Bayern). Ungetsheimer Mühle liegt in der Gemarkung Breitenau.

## Geografie
Die Einöde liegt am linken Ufer der Wörnitz am Fuße des Mühlbergs (526 m ü. NHN), der eine Erhebung der Sulzachrandhöhen ist, einem Abschnitt der Frankenhöhe. Eine Gemeindeverbindungsstraße führt nach Sperbersbach (0,8 km südöstlich), eine weitere führt nach Breitenau zur Kreisstraße AN 36 (1,4 km nördlich) bzw. zur AN 5 bei Ungetsheim (0,2 km westlich).

## Geschichte
Von 1797 bis 1808 unterstand der Ort dem Justiz- und Kammeramt Feuchtwangen. Mit dem Gemeindeedikt (frühes 19. Jahrhundert) wurde die Ungetsheimer Mühle dem Steuerdistrikt Oberampfrach und der Ruralgemeinde Breitenau zugeordnet. Im Zuge der Gebietsreform in Bayern wurde Ungetsheimer Mühle am 1. Januar 1972 nach Feuchtwangen eingemeindet.